# Episodi di Bleach (dodicesima stagione)
La dodicesima stagione dell'anime Bleach si intitola saga degli Arrancar: Battaglia decisiva a Karakura (BLEACH 破面・空座決戦篇?, Burīchi: Arankaru Karakura kessen hen) ed è composta dagli episodi che vanno dal 213 al 229. La regia delle puntate è a cura di Noriyuki Abe e sono prodotte da TV Tokyo, Dentsu e Pierrot. Gli episodi sono adattati dal manga omonimo di Tite Kubo e corrispondono alle vicende narrate dal capitolo 316 al 340. La trama racconta della difesa da parte degli Shinigami della città di Karakura, dall'attacco dei tre più forti Espada e le rispettive Fracciòn, guidati dai tre capitani traditori. La dodicesima stagione è andata in onda in Giappone dal 31 marzo 2009 al 21 luglio 2009 su TV Tokyo. L'edizione italiana è stata pubblicata su Prime Video il 25 aprile 2022.
La dodicesima stagione di Bleach utilizza tre sigle: una di apertura, Shōjo S delle SCANDAL, e due di chiusura, Sky Chord ~Otona ni kimi naru he~ di Shion Tsuji (episodi 213-214) e Kimi wo mamotte, kimi wo aishite di Sambomaster (episodi 215-229).

## Lista episodi
| Nº  | Titolo italiano Giapponese 「Kanji」 - Rōmaji | In onda        | In onda        |
| Nº  | Titolo italiano Giapponese 「Kanji」 - Rōmaji | Giapponese     | Italiano       |
| 213 | La nascita di Karakuraizer, il detective della sepoltura dell'anima 「魂葬刑事カラクライザー誕生」 - Konsō keiji Karakuraizā tanjō | 31 marzo 2009  | 25 aprile 2022 |
| 213 | Urahara trasforma Kon nel Karakuraizer con il compito di proteggere Karakura nel periodo in cui Ichigo è impegnato nell'Hueco Mundo. Kon combatte contro un Hollow e riesce a batterlo ma escono numerosi Hollow più potenti che lo mettono in difficoltà. Ma ecco che intervengono Don Kanonji con la sua squadra di Karakuraizer composta da Arisawa, Ururu, Chizuru Honsho e Keigo Asano. I cinque riescono a sconfiggere gli Hollow ma spunta un oggetto in cielo all'interno del quale una figura femminile dice che non servirà l'intervento di Aizen. |                |                |
| 214 | L'ultimo giorno di Karakuraizer 「カラクライザー最後の日」 - Karakuraizā saigo no hi | 7 aprile 2009  | 25 aprile 2022 |
| 214 | I Karakuraizer sulla navicella di Don Kanonji entrano nella fortezza mentre Don Kanonji e Ururu si occupano degli Hollow esterni. Dentro la fortezza trovano una giovane Arrancar che però viene tenuta occupata da Chizuru che riesce a eguagliare il Sonido. Arisawa viene inseguita da alcuni Hollow, ma viene salvata da Zennosuke Kurumadani, lo Shinigami che si occupa di proteggere Karakura. Kon entra in una stanza in cui una strana creatura viene tenuta in un liquido giallo, dietro di essa si cela un Arrancar che attacca Kon che pero riesce a batterlo e a distruggere la creatura. La rocca sta per crollare e Urahara dall'esterno la porta in un'altra dimensione con la sua Benihime. Dopo che Urahara ha sciolto il Karakuraizer dal cielo scendono quattro pilastri. |                |                |
| 215 | Difendete Karakura! Lo schieramento totale degli Shinigami 「空座町を護れ！死神総登場」 - Karakura-cho o mamore! Shinigami sou toujou | 14 aprile 2009 | 25 aprile 2022 |
| 215 | Una giovane plus viene inseguita da alcuni Hollow nella città di Kagamino, a 22 km da Karakura, quando improvvisamente gli Hollow vengono uccisi dalla sola reiatsu dei capitani del Gotei 13, di Aizen, e degli Espada. Lo Shinigami assegnato a quell'area dice alla ragazza di fuggire prima che sia attaccata di nuovo, per poi domandarsi come finirà la battaglia. Intanto, mentre i capitani discutono tra di loro sul da farsi, il capitano comandante intima a tutti di farsi indietro e, usando il suo shikai, intrappola Aizen, Tousen, e Gin. A Las Noches, Ulquiorra parla con Orihime, domandandole se ha paura, ma lei dice di non averne. Sulla strada per la quinta torre, dove è tenuta Orihime, Ichigo si libera facilmente di due Hollow, ma una volta arrivato, gli si parano davanti gli Exequias ed il loro comandante, Rudobone. Renji, Sado, e Rukia giungono sul posto permettendo così ad Ichigo di proseguire. Quest'ultimo raggiunge infine la stanza del trono pronto a combattere. |                |                |
| 216 | Il corpo d'élite! I quattro Shinigami 「精鋭！四人の死神」 - Seiei! Yon nin no shinigami | 21 aprile 2009 | 25 aprile 2022 |
| 216 | Comincia il primo round alla falsa Karakura quattro enormi Arrancar vengono chiamati da Findor, una Fracción di Baraggan, però vengono sconfitti dai guardiani dei quattro pilastri Ikkaku Madarame, Izuru Kira, Yumichika Ayasegawa e Shūhei Hisagi. In seguito quattro Fracción di Baraggan si preparano a combattere: Findor contro Hisagi, Yumichika contro Charlotte, Avirama contro Kira e Ikkaku contro Choe. |                |                |
| 217 | Charlotte, lo splendido diavoletto 「美しき小悪魔シャルロッテ」 - Utsukushiki shou akuma Sharurotte | 28 aprile 2009 | 25 aprile 2022 |
| 217 | Comincia l'incontro fra Yumichika e Charlotte. Dopo che Yumichika taglia una ciocca di capelli a Charlotte questo sfodera la sua resurrección, Reina de Rosas, trasformandosi in un ridicolo ballerino col tutù. Yumichika sfodera lo Shikai ma ciò nonostante si trova in difficoltà. Charlotte usa una tecnica che rinchiude in una cupola nera i due guerrieri. Al che Yumichika utilizzando il vero potere della sua zanpakutō, Ruri'iro Kujaku, riesce ad avere la meglio. |                |                |
| 218 | Kira, uno scontro al centro della disperazione 「吉良、絶望の中での戦い」 - Kira, zetsubou no naka de no tatakai | 5 maggio 2009  | 25 aprile 2022 |
| 218 | Yumichika spiega che per evitare di rivelare la natura basata sul kidō della sua zanpakutō, cosa malvista nell'Undicesima Divisione, la rilascia utilizzando un nomignolo. Cuulhorne rimane impressionato dalla risolutezza dello shinigami nell'evitare di svelare il segreto della sua arma anche a costo della vita. Altrove continuano gli altri scontri; Findor svela ad Hisagi che può scheggiare parti della sua maschera per regolare il suo livello di potenza. Kira si batte con Avirama, la cui resurrección lo trasforma in un volatile e gli permette di attaccare con pesanti piume d'acciaio. Kira usa Wabisuke per rendere le ali di Avirama troppo pesanti per il volo, e rivela di rappresentare il credo della Terza Divisione secondo il quale la guerra porta disperazione. Lo shinigami decapita Avirama mentre questi implora per la sua vita, affermando poi di non voler essere perdonato per le sue azioni. |                |                |
| 219 | Lo Shikai di Hisagi! Il suo nome è... 「檜佐木始解！その名は…」 - Hisagi shikai! Sono na wa... | 12 maggio 2009 | 25 aprile 2022 |
| 219 | Hisagi incontra difficoltà nel combattere il suo avversario, Findor, nonostante i due siano tecnicamente allo stesso livello. Quando Findor passa alla forma di resurrección e mette Hisagi alle strette con potenti getti d'acqua, lo Shinigami rilascia riluttante la sua zanpakutō, nonostante egli disprezzi il suo aspetto di arma di distruzione, e riesce a battere l'Arrancar. Intanto, la quarta Fracción di Barragan, Choe Neng Poww, riesce a sconfiggere Ikkaku e distrugge il pilastro del quale egli era a guardia. |                |                |
| 220 | Ikkaku sconfitto! L'emergenza degli Shinigami 「一角倒れる！死神の危機」 - Ikkaku taoreru! Shinigami no kiki | 19 maggio 2009 | 25 aprile 2022 |
| 220 | In seguito alla distruzione di uno dei pilastri, la vera città di Karakura comincia a tornare, tuttavia il vice-capitano della Settima Divisione, Tetsuzaemon Iba, riesce ad arrestare il processo mentre il suo capitano Sajin Komamura affronta Poww. Poww scaraventa via Komamura con un singolo pugno per poi passare alla forma di resurrección, incrementando notevolmente la sua stazza. L'Arrancar si scaglia contro Ikkaku ed Iba con l'intenzione di finirli, tuttavia Komamura, usando il suo Bankai, riesce a sopraffarlo e a sconfiggerlo. Iba redarguisce Ikkaku per aver fallito nel proteggere il pilastro non avendo voluto rivelare la sua vera forza, e gli dice che se egli ha intenzione di combattere, deve seguire gli ordini anche a costo della vita. Baraggan intanto si infuria notevolmente per la sconfitta di quattro membri della sua Fracción. |                |                |
| 221 | Battaglia campale! Shinigami vs. Espada 「全面対決！死神VS十刃」 - Zenmen taiketsu! Shinigami VS Esupāda | 26 maggio 2009 | 25 aprile 2022 |
| 221 | I due membri rimanenti della Fracción di Baraggan, Ggio Vega e Nirgge Parduoc, giurano di sconfiggere loro stessi gli altri shinigami, ed ingaggiano battaglia col capitano della Seconda Divisione Soifon ed il suo vice-capitano Marechiyo Ōmaeda. I capitani dell'Ottava e della Tredicesima Divisione Kyoraku e Ukitake affrontano Starrk, anche se riluttanti a coinvolgere anche la sua Fracción, Lilynette. Intanto il capitano della Decima Divisione Tōshirō Hitsugaya inizia il duello con Harribel e la vice-capitano Rangiku Matsumoto si appresta a combattere con le Arrancar della sua Fracción, le quali contrastano le abilità della zanpakutō della shinigami utilizzando il loro Cero. Mentre Ōmaeda incontra difficoltà nello scontro con Nirgge, Soifon riesce a mettere Ggio con le spalle al muro e rilascia la sua Zanpakutō. |                |                |
| 222 | Sui Feng e Omaeda, l'accoppiata più atroce?! 「最凶タッグ！？砕蜂＆大前田」 - Saikyō taggu!? Soi Fon & Ōmaeda | 2 giugno 2009  | 25 aprile 2022 |
| 222 | Ggio riesce a liberarsi e riprende a combattere con Soifon, sbeffeggiandola per non avergli dato il colpo di grazia quando ne ha avuto l'opportunità. Egli passa alla sua forma di Resurrección, grazie alla quale riesce apparentemente ad eguagliare i poteri della Shinigami. Ōmaeda continua la sua battaglia con Nirgge, e nonostante sembri non essere in grado di stare al passo col nemico nemmeno nel suo stato non rilasciato, egli rivela di aver solamente finto di essere lento, e riesce a superare in velocità Nirgge colpendolo in testa con la sua Zanpakutō. Nonostante questo, Nirgge si rialza, solo per essere abbattuto di nuovo quando Ggio gli scaglia Soifon in testa. |                |                |
| 223 | Un corpo miracoloso! Il rilascio di Ggio! 「驚異の肉体！ジオ解放」 - Kyōi no nikutai! Jio kaihō | 9 giugno 2009  | 25 aprile 2022 |
| 223 | Soifon continua la battaglia con Ggio che riesce a bloccarla. Intanto Nirgge si rialza e tenta di attaccare nuovamente Oomaeda, ma quest'ultimo lo atterra e si reca in aiuto del suo capitano. Poco prima che Ggio riesca a colpire il luogotenente col suo Cero, Soifon si libera e lo scaglia via, rivelando di essersi trattenuta al solo scopo di studiare la forma resurrección dell'Arrancar prima di affrontare un Espada. Ggio risponde trasformandosi nella sua forma di Tigre Estoque El Sable accrescendo ulteriormente la sua forza, ma prima ancora che egli possa fare alcunché Soifon lo uccide usando la sua zanpakutō. Soifon e Ōmaeda, che nel frattempo ha concluso il suo scontro con Nirgge, si apprestano dunque ad affrontare Baraggan. |                |                |
| 224 | Tre contro uno, Rangiku in difficoltà! 「３vs１の戦闘！ピンチの乱菊」 - 3 vs 1 no sentō! Pinchi no Rangiku | 16 giugno 2009 | 25 aprile 2022 |
| 224 | Rangiku incontra difficoltà nell'affrontare le Arrancar della Fracción di Harribel finché non giunge in suo aiuto la vice-capitano della Quinta Divisione Momo Hinamori che, utilizzando il kido e le abilità della sua Zanpakutō, riesce a ferire gravemente le avversarie. In risposta, le tre Arrancar rilasciano le loro zanpakuto, sacrificando le loro braccia sinistre per combinarle e formare una creatura di nome Allon. Altrove, Ukitake si rifiuta di scontrarsi con Lilynette per via del suo aspetto da bambina, mentre Kyoraku e Starrk si affrontano l'un l'altro nonostante siano riluttanti a rilasciare le proprie zanpakutō. |                |                |
| 225 | Tutti i luogotenenti al tappeto! La bestia terrificante 「副隊長全滅！恐怖の妖獣」 - Fukutaichō zenmetsu! Kyōfu no yōjū | 23 giugno 2009 | 25 aprile 2022 |
| 225 | Ukitake si dimostra nettamente superiore a Lilynette, essendo in grado di respingere i suoi attacchi senza sforzo, e ribadisce la sua riluttanza ad affrontarla. Allon attacca Rangiku e Hinamori, sconfiggendole con un solo colpo ciascuna, tuttavia sopraggiungono in loro aiuto Hisagi e Kira. Mentre quest'ultimo si appresta a guarire Rangiku e Hinamori, Hisagi ingaggia battaglia con Allon. Lo shinigami viene sconfitto facilmente e la stessa sorte tocca anche ad Iba, giunto a supporto del compagno, che viene spazzato via dal Cero della creatura. Allon si dirige allora verso Kira, Yamamoto gli si para davanti per fermarlo. |                |                |
| 226 | La battaglia volge al termine? Verso nuovi scontri! 「激闘終結？新たなる戦いへ！」 - Gekitō shūketsu? Aratanaru tatakai e! | 30 giugno 2009 | 25 aprile 2022 |
| 226 | Allon si infuria alla vista della ferita inflittagli da Yamamoto ma la rigenera immediatamente. La bestia ingrandisce il suo braccio a dimensioni gigantesche e prova a colpire il capitano comandante, demolendo diversi palazzi nel tentativo. Yamamoto blocca l'attacco con facilità e, dopo aver rilasciato Ryūjin Jakka, taglia Allon in due. Nonostante questo una metà della chimera si rialza ma Yamamoto gli dà il colpo di grazia incenerendola. Mila Rose, Sun-Sun ed Apache attaccano Yamamoto all'unisono solo per venire polverizzate dalla potenza di Ryūjin Jakka. Intanto, Hitsugaya prosegue la sua acerrima battaglia con Harribel. L'Arrancar rilascia un torrente di energia dalla sua arma e rivela di essere la Tercera Espada. Shunsui e Starrk osservano lo scontro. Lo Shinigami ipotizza che Baraggan sia la Primera Espada, ma Starrk lo corregge rivelando il numero "1" tatuato sul dorso della sua mano. I tre Espada rilasciano all'unisono pilastri di energia, preparandosi a combattere al massimo delle loro forze. A Hueco Mundo Rukia, Renji e Sado si liberano degli ultimi degli Exequias e Rukia affronta Rudobone, il loro capo. Nonostante Ulquiorra cerchi di convincere Ichigo che la resistenza è inutile, quest'ultimo giura di continuare a combattere per il bene dei suoi compagni. Ulquiorra rilascia dunque un Cero in direzione dello shinigami che lo blocca con la sua spada. |                |                |
| 227 | Wonderful Error 「ワンダフル・エラー」 - Wandafuru erā – "Meraviglioso errore" | 7 luglio 2009  | 25 aprile 2022 |
| 227 | Mizuiro Kojima, uno dei compagni di classe di Ichigo non passa molto tempo con sua madre. Mentre il giovane si reca a scuola per il primo giorno, una donna si offre di dargli un passaggio e di ospitarlo a casa sua. Ichigo è costretto a saltare la colazione per non fare tardi il primo giorno di scuola. Nella Soul Society, Hinamori controlla i suoi rapporti, prima di una riunione di luogotenenti, con Aizen. Rangiku Matsumoto, chiaramente ubriaca, offre a Tōshirō Hitsugaya del sakè prima di addormentarsi e perdersi la riunione. Shunsui Kyōraku afferma che la primavera è la stagione migliore per i doposbornia, facendo riferimento alle condizioni di alcuni vice-capitani. Keigo Asano rintraccia Mizuiro e spiega al suo amico che Ichigo Kurosaki e Yasutora Sado, dei "punk violenti", si sono trasferiti alla loro scuola. Mizuiro lo informa allora che la loro classe è la 1-3, e Keigo scopre, che Ichigo e Sado sono loro compagni. Anche Orihime Inoue, Tatsuki Arisawa, e Chizuru Honshō sono nella 1-3. Intanto una giovane plus dice ad Ichigo che il cielo le sembra minaccioso e prima di uscire da casa la sorella di Ichigo, Karin Kurosaki, sembra avere la stessa impressione. Intanto nella Soul Society, i luogotenenti concordano nel lasciare che Rukia Kuchiki rimpiazzi l'attuale shinigami del Distretto 3600, nella Città di Karakura. Renji Abarai viene inoltre promosso da sesto seggio dell'Undicesima Divisione alla posizione precedentemente vacante di vice-capitano della Sesta. A Karakura, Ichigo e Sado picchiano diversi bulli mentre Mizuiro si sente felice per aver conosciuto Ichigo. Più tardi, Rukia avverte la presenza di diversi spiriti negativi e si reca alla loro volta. |                |                |
| 228 | L'estate! Il mare! I costumi da bagno! 「夏だ！海だ！水着祭！！」 - Natsu da! Umi da! Mizugi sai!! | 14 luglio 2009 | 25 aprile 2022 |
| 228 | Gli shinigami decidono di andare in vacanza al mare nel mondo dei vivi dato che Byakuya ha distrutto la piscina dell'Associazione delle Donne Shinigami che era stata installata segretamente nel suo giardino. Le Shinigami dell'Associazione si recano ad acquistare dei costumi da bagno e si dirigono poi alla spiaggia. Una volta lì, il gruppo decide di gareggiare per produrre opere d'arte con la sabbia. Un Hollow dalle sembianze di un cocomero attacca gli Shinigami e molti di loro si trovano in difficoltà senza le loro Zanpakutō, tuttavia Yoruichi e Soifon riescono a sconfiggere il nemico. Viene dunque rivelato che Unohana ha organizzato il tutto con l'aiuto di Byakuya e Ukitake come maniera divertente per dividere il cocomero. In quel momento sopraggiungono altri Hollow-cocomeri. |                |                |
| 229 | Grido dell'anima?! Nasce lo Shinigami col parrucchino 「魂の叫び？ヅラ死神誕生!」 - Tamashii no sakebi? Zura shinigami tanjou! | 21 luglio 2009 | 25 aprile 2022 |
| 229 | Ikkaku Madarame e Yumichika Ayasegawa si recano nella Città di Karakura in missione per catturare un Hollow che ha attaccato un convoglio nella Soul Society. I due giungono a casa di Ichigo con l'intenzione di rimanervi fino alla fine del loro incarico. Ichigo, tuttavia, si rifiuta di ospitarli e li porta da Keigo. La sorella di Keigo, Mizuho è molto attratta da Ikkaku fino a quando Yumichika incolla una parrucca sulla testa del compagno. Mizuho li caccia di casa e se ne va insieme a Keigo. Mentre sono fuori, i due vengono attaccati dall'Hollow. Questo viene sconfitto e Ikkaku e Mizuho fanno ritorno a casa. |                |                |

## DVD

### Giappone
Gli episodi della dodicesima stagione di Bleach sono stati distribuiti in Giappone anche tramite DVD, quattro per disco, da gennaio 2010 ad aprile 2010.
| N° | Data             | Dischi | Episodi |
| -- | ---------------- | ------ | ------- |
| 1  | 27 gennaio 2010  | 1      | 213-216 |
| 2  | 24 febbraio 2010 | 1      | 217-220 |
| 3  | 24 marzo 2010    | 1      | 221-224 |
| 4  | 21 aprile 2010   | 1      | 225-229 |